# Eriogonum apricum
Eriogonum apricum là một loài thực vật có hoa trong họ Rau răm. Loài này được J.T.Howell mô tả khoa học đầu tiên năm 1955.